# اوژن لابیش
اوژن لابیش (به فرانسوی: Eugène Labiche) نمایش‌نامه نویس و روزنامه‌نگار قرن نوزدهم میلادی اهل فرانسه است.
وی در ۶ می ۱۸۱۵ در پاریس فرانسه به دنیا آمد و در ۲۲ ژانویه ۱۸۸۸ در پاریس از دنیا رفت.

## زندگی
اوژن مارن لابیش مصنّف و نمایش‌نامه‌نویس معروف فرانسوی در اول سپتامبر ۱۸۱۵ میلادی در یک خانواده بورژوآ در پاریس به دنیا آمد. وی در طول تحصیل در رشته حقوق، به ادبیات شوق فراوان یافت و به نگارش داستان‌های کوتاه، پراحساس و خیال‌انگیز برای روزنامه‌های پاریس پرداخت. لابیش پس از آن با سرعت زیادی، کمدی و نمایش‌نامه‌های خود را که تعدادشان به ۱۰۰ می‌رسید به‌طور پی در پی عرضه کرد. غالب این کمدی‌ها، با همکاری چند نفر از دوستانش نوشته شده بود. در میان آن‌ها شاه‌کارهایی وجود داشت و در بیشتر تئاترهای مهم پاریس به نمایش گذاره می‌شد که کلاه حصیری ایتالیایی و مردم گریز از آن جمله‌اند. او در نوشتن کمدی‌های انتقادی مهارت بسیار فراوانی داشت و در کنار آن، تراژدی‌های موفقی می‌نوشت. لابیش از آن نویسنده‌ای است که بی هیچ گونه بلند پروازی توانسته‌است در نمایش‌نامه‌های عامه پسند و نشاط‌انگیز، آداب زندگی و اخلاق مردم، به ویژه طبقه کاسب و نوکیسه را به صورتی کاملاً دقیق و صادقانه بدون تحقیر و نیشخند پیش چشم گذارد و با وسعت تخیل خود، آثاری بیافریند که مردم را به خنده وادارد، بی آن که به عمق موضوع لطمه وارد آید. دربارهٔ او گفته‌اند: لابیش نه تنها نمایش‌نامه‌نویسی بود که با مزاح و نوشته‌های مسخره آمیزش می‌توانست مردم را بخنداند و سرگرم کند، بلکه دارای جهان‌بینی عمیقی بود که می‌دانست هدف از بذله گویی چیست. آثار نمایشی کامل لابیش در دو جلد به چاپ رسیده و آثار فراوانی از او در تئاترهای بزرگ دنیا به معرض نمایش گذاشته شده‌است. اوژن مارن لابیش سرانجام در ۱۰ ژانویه ۱۸۸۸میلادی پس از گذشت ۷۳ بهار از عمرش درگذشت.